# 東京都立農産高等学校
東京都立農産高等学校（とうきょうとりつ のうさんこうとうがっこう）は、東京都葛飾区西亀有一丁目に所在する東京都立の農業高等学校。東京東部地区唯一の農業専門学校であり、基本理念は「食と緑と農を想像する」である。

## 設置学科
・全日制課程
　○園芸デザイン科
　○食品科

## 沿革
- 1948年 - 東京都立農芸新制高等学校下千葉分校設立（昼夜間定時制農業科）
- 1950年 - 東京都立農芸高等学校下千葉分校に改称
- 1954年 - 昼間定時制課程農業科を廃止、全日制課程農産製造科を設置
- 1956年 - 全日制課程園芸科を設置
- 1957年 - 東京都立農産高等学校として独立
- 1961年 - 葛飾区亀有一丁目に移転
- 1985年 - 新校舎に移転
- 1993年 - 全日制課程園芸デザイン科、食品科を設置
- 1998年 - 創立50周年記念式典

## 交通
- JR常磐線亀有駅 徒歩14分（経路案内）
- 京成線お花茶屋駅 徒歩17分（経路案内）